# Lucanus koyamai
Lucanus koyamai es una especie de coleóptero de la familia Lucanidae.

## Distribución geográfica
Habita en Tailandia.